# روحي زبيري
روحي زبيري (हिंदी - रूही जुबैरी) (اردو- روحی زبیری) عاملة اجتماعية، قاتلت من أجل حقوق المرأة لأكثر من ثلاثة عقود. عائلتها لديها نسب سياسي واجتماعي طويل. وهي أيضا سياسية نشطة وتعمل مع المؤتمر الوطني الهندي.
شغلت روحي أيضا منصب عضو المجلس الأستشاري الكبار في جامعة عليكرة الأسلامية. بعد ذلك أصبحت نائب الرئيس وكذلك رئيس اتحاد الطلاب زبيري شغل أيضا منصب عضو مجلس الوزراء كبار في جامعة عليكرة الأسلامية. بعد ذلك أصبحت نائب الرئيس وكذلك رئيس اتحاد الطلاب.
خلال أيامها في الجامعة أصبحت رئيسة مقاطع اتحاد الطلاب الوطني في الهند.
مجتمع رعاية المرأة (महिला कल्याण समिति) هو معروف جيدا في جميع أنحاء شمال الهند ووسط الهند.
وقد أصبح هذا المجتمع مرادفا لتوفير حقوق المرأة بين الفقراء.
وكانت عضوا في مجلس السكك الحديدية وهاتف المجلس الاستشاري.
كانت زبيري سياسية نشطة، في عام 2000، تنافست لمنصب عمدة عليكرة على تذكرة المؤتمر الوطني الهندي. وهي ترى أن هناك حاجة لسن قانون الزواج الإسلامي في المستقبل وأيضا إصلاح قانون الأحوال الشخصية الإسلامي في حدود أحكام الشريعة الإسلامية، وموافقة العروس مهمة جدا في ذلك الوقت لمفاوضات الزواج.
وكانت قد ذكرت أن الحصول على موافقة العروس تقع على عاتق الآباء والأمهات لحين الانتهاء من الزواج. في 30 يناير 2014 أدخلت إلى اللجنة التنفيذية للجنة الكونغرس لولاية اوتار براديش.

## المناصب الحالية
- رئيسة جمعية رعاية المرأة، ولاية اوتار براديش[2]
- السيدة روحي زبيري هي حاليا عضو في اللجنة التنفيذية للجنة الكونغرس لولاية اوتار براديش
- اجتماعات عموم الهند ماهيلا الكونغرس (خلية الأقليات)
- عضو في ولاية اوتار براديش لجنة الكونغرس
- لجنة العمل لأعضاء الكونغرس (CWC) (ولاية اوتار براديش لجنة الكونغرس)

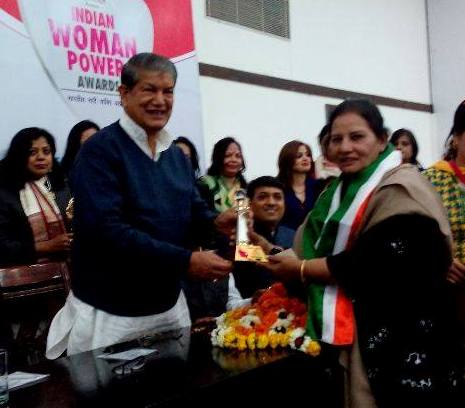
محامي السيدة روحي زبيري يتلقي جائزة طاقة المرأة الهندية من شري حريش راوات وزير الاتحاد لدورها في العمل الاجتماعي والسياسة

## التاريخ الوظيفي السياسي
- Distt. رئيسة NSUI 1972-1973
- أمينة كلية بنات عبد الله، 1972-1973
- انتخبت كعضو تنفيذي لاتحاد الطلاب AMU، 1974-1975
- انتخبت نائبا لرئيس اتحاد طلاب جامعة عليكرة الإسلامية، 1980
- الرئيس (المخصص) لاتحاد طلاب جامعة عليكرة الإسلامية، 1982
- أسست جمعية رعاية المرأة في عام 1986
- رئيسة كونغرس حي ماهيلا، عليكرة، 1992
- الأمين العام لكونغرس ماهيلا، U.P، 1993
- نائب رئيس لجنة الكونغرس للمقاطعة
- عضو لجنة الكونغرس لولاية اوتار براديش (5 مرات)
- أمينة، لجنة كونغرس ولاية اوتار براديش.1996-2008 (3 مرات) [10]
- مرشحة الحزب لمنصب عمدة (عليكرة)، 2001
- الأمين العام، UPCC.
- العين المراقب للحزب في مناسبات مختلفة.

## مناصب أضافية
- عضو سابق لمجلس السكك الحديدية
- عضو سابق لمجلس الهاتف الاستشاري
- عضو سابق لـلوك عدالت، عليكرة
- عضو سابق، لمنتدى المقاطعة المستهلك
- نائب الرئيس أكانكشا ساميتي، التي شكلتها قضاة المقاطعة.

## الجوائز
- جائزة شاكتي بهارتيا ناري عن دورها في تمكين المرأة في 29 يناير 2014 في نادي الدستورية في الهند، نيودلهي.[11]
- جائزة غوراف راشتريا، في مجال العمل الاجتماعي من الهند جمعية الصداقة الدولية (2014)[12]

## الخلفية العائلية

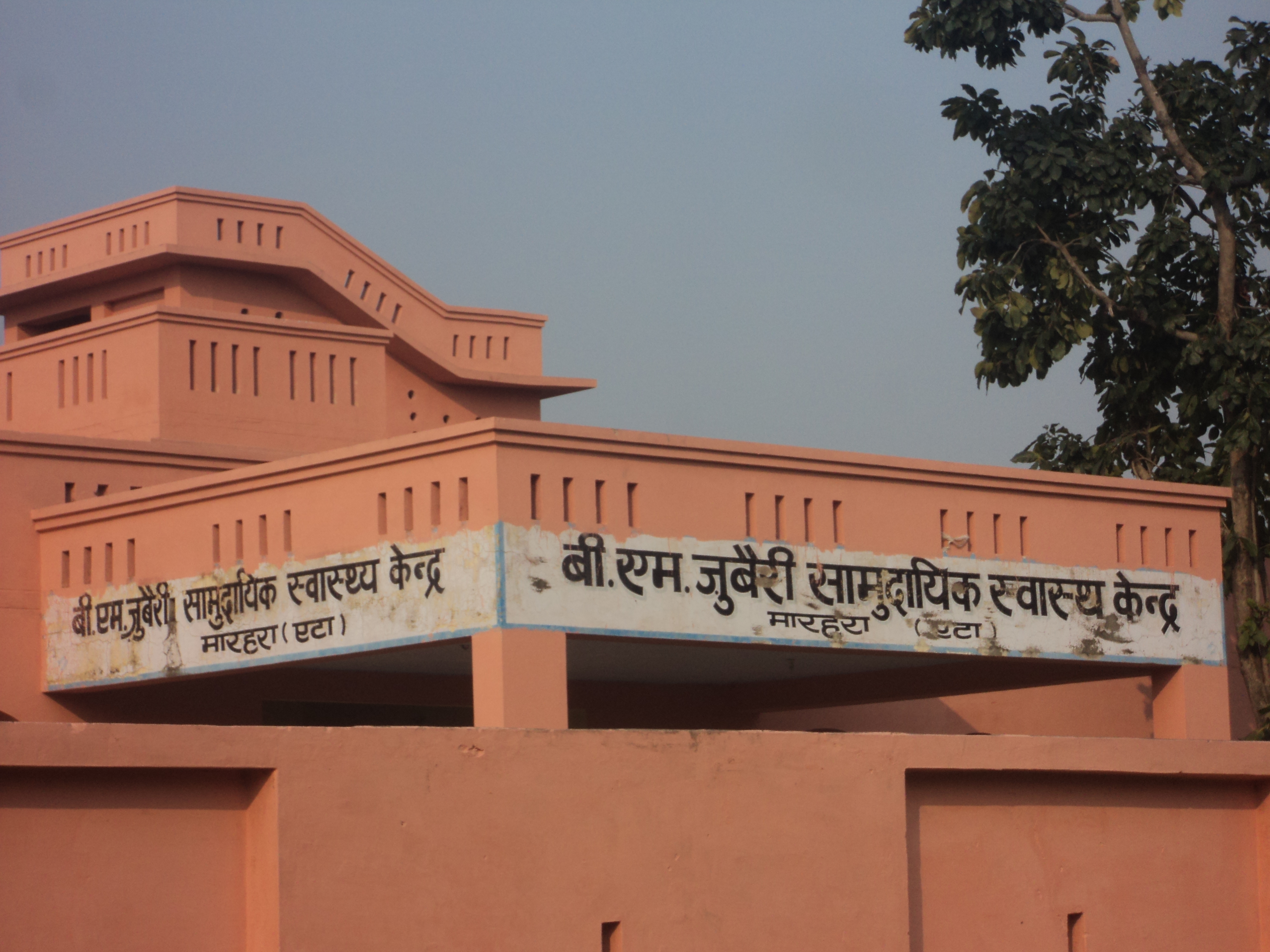
مستشفى ب.م زبيري

روحي زبيري تنتمي إلى أسرة مشهورة من ماريهرا، في ولاية اوتار براديش، الهند. كان والدها الراحل السيد بشير محمود زبيري (محامي) (ولد 1921-1993 مات) مناضلا من أجل الحرية بارزا في النضال من أجل استقلال الهند ضد الراج البريطاني. كما كان عامل اجتماعي وسياسي فقد كان رئيسا للمجلس البلدي لماريهرا طوال حياته، وقدم الكثير من ممتلكاته الشخصية من أجل تنمية ورفاهية السكان المحليين. مستشفى زبيري ب. م. في ماريهرا، مستشفى المدني الحكومي، سميت من بعده.
وترتبط السيدة زبيري أيضا إلى مولوي بشير الدين الذي قضى كل من أمواله لإنشاء كلية الإسلامية، إيتاوه، في ولاية اوتار براديش في عام 1888 الذي كان جهد مماثل لإنشاء جامعة أخرى كما حدث في حالة جامعة عليكرة الإسلامية. وكان كونغريسي قوي وارتدى خادى وكما نشرت ورقة يحظى باحترام كبير من قبل البشير.
حصل على بادما شري، لكنه لم يذهب للحصول عليها، كما انه لم يذهب لتلقي لقب خان بهادور. وكان الرئيس السابق للهند د.زاكر حسين أيضا طالب في هذه المؤسسة.
وهي أيضا ابنة في القانون لواحد من أعظم الرياضياتين والبرلماني السابق الدكتور سيد أحمد ضياء الدين، واحد من معلمي حركة عليكرة ونائب المستشارة الأكثر شهرة في جامعة عليكرة الإسلامية، الذي شغل منصب نائب رئيس الجامعة لثلاث فترات وأصبح في وقت لاحق مدير جامعة عليكرة الإسلامية.
ماتين زبيري، الذي كان خالها، وهو باحث رائد في مجال العلاقات الدولية. ولد البروفيسور زبيري في ماريهرا في منطقة ايتاه من ولاية اوتار براديش في 15 تموز 1930. وبعد حصوله على درجة الماجستير من جامعة عليكرة الأسلامية، ذهب إلى القديس أنطونيوس وكليات باليول في جامعة أكسفورد. وبعودته إلى الوطن، تم تعيينه زميل بارز في معهد الدراسات المتقدمة، شيملا. انضم لـJNU في عام 1978 واستمر هناك حتى عام 1995.
وكان أستاذ في السياسات الدولية ودراسات نزع السلاح في جامعة جواهر لال نهرو البروفيسور زبيري يمكن القول بأنه المراقب الأكاديمي الأكثر ادراكاُ في الهند للتطورات النووية الدولية. ذهبت إسهاماته خارج الأكاديميين.
في ثلاث مهمات - 1990-91، 1998-99 و2000-01 - كان عضوا في المجلس الاستشاري للأمن القومي. شارك في إعداد مشروع العقيدة النووية الهندية.
في وقت سابق، كان عضوا في الوفد الهندي في مؤتمر الأمم المتحدة لنزع السلاح والتنمية. كان الأستاذ زبيري أيضا عضوا في المجلس التنفيذي لمعهد الدراسات والتحليلات الدفاعية والهيئة الإدارية للجمعية لدراسات المحيط الهندي.
في وقت وفاته، كان البروف. زبيري يعمل على دراسة، «القرارات المصيرية في العصر النووي.» على الرغم من مرضه، وهو يملي بضع الفقرات لمقال على الهند والولايات المتحدة. اتفاق نووي.

## المؤهلات التعليمية
بدأت تعليمها في مسقط رأسها ماريهرا وانتقلت بعد ذلك إلى عليكرة للتعليم العالي. تخرجت من جامعة عليكرة الإسلامية، عليكرة، في ولاية اوتار براديش، الهند.
- B.A في العلوم السياسية من جامعة عليكرة الإسلامية.
- M.A في العلوم السياسية من جامعة عليكرة الإسلامية.
- L.L.B من جامعة عليكرة الإسلامية.

## الحياة الشخصية والعائلية
روحي زبيري متزوجة من أحمد ضياء الدين ولديهم ثلاثة أبناء، ماريلاند ضياء الدين (راهي)، شهباز ضياء الدين، شيراز أحمد  وابنة صدف أحمد.

## وصلات خارجية
- http://books.google.co.in/books?id=uCsz_CwoxCoC&pg=PA110&lpg=PA110&dq=ruhi+zuberi&source=bl&ots=x3HnswmNbE&sig=TCZDv7DJ73Mjz2dXQ2uvkJcJRuU&hl=en&ei=C4VcTp_AFoLtrQeFmJHJDw&sa=X&oi=book_result&ct=result&resnum=6&sqi=2&ved=0CEAQ6AEwBQ#v=onepage&q=ruhi%20zuberi&f=false